# Reverendo Lovejoy
Reverendo Timothy "Tim" Lovejoy (Reverendo Timoteo o Timothy "Tim" Alegría en Hispanoamérica, y llamado por su nombre original en España), es un personaje de la serie animada Los Simpson. Su voz original se la da Harry Shearer. En Hispanoamérica está doblado en la 1.ª temporada hasta la 3.ª por César Izaguirre y desde la temporada 4.ª hasta la 7.ª y de la 8.ª hasta la 10.ª lo dobla Mario Sauret, de las temporadas 7, 10 a 15 por Gerardo Reyero, desde la 16.ª hasta la 20.ª está doblado por Víctor Manuel Espinoza y desde la 20.ª por Eduardo Fonseca hasta el regreso de Reyero en la 32.ª  En la versión española su doblador es Juan Antonio Arroyo. Es una parodia de los sacerdotes protestantes y de las iglesias reformadas que abundan en el continente americano.

## Información general
El reverendo Lovejoy es el pastor que dirige la Iglesia de Springfield y profesa la religión protestante, más bien el brazo occidental del «presbiluteranismo americano reformado» —una iglesia inexistente en la vida real, totalmente ficticia y paródica— según sale uno de los capítulos más recientes.
El personaje fue cambiando a través de la serie, en los primeros capítulos, era bastante complaciente y ayudaba de buena manera a Ned Flanders en todas sus dudas, pero luego aparece como un poco más intolerante e incluso un poco burlón acerca de las preguntas y dudas de Ned. Tal es el caso que en una ocasión le propone, o sugiere, que cambie o "pruebe" otras religiones, ya que según él todas son parecidas.
En el episodio In Marge We Trust, temporada 8, Lovejoy le cuenta a Marge que durante los años 1970 él tenía grandes ideales y no presentaba problemas en ayudar en lo que fuese necesario a todas las personas, pero cuando llega a Springfield, se encuentra con un Ned Flanders que literalmente lo llamaba para consultarle cosas varias veces por día incluso lo llamaba mientras estaba de vacaciones, de a poco esa situación fue mellando los pensamientos y la moral de Lovejoy, hasta volverse una persona un tanto intolerante, así que cuando la gente lo llamaba para preguntarle cosas, incluido Flanders, simplemente contestaba "Lee la Biblia" o respuestas improvisadas. En sus tiempos libres, Lovejoy se dedica a sus trenes miniatura.

## Los domingos
Al parecer sus sermones son un tanto prolongados y aburridos, faltos de entusiasmo, ya que tanto Homer como Lisa y Bart se duermen o aburren durante el servicio religioso, Marge es la única que realmente tiene entusiasmo por este servicio en la iglesia. Con respecto a las donaciones que se realizan los domingos, en un episodio menciona que Los diezmos deben ser sobre el bruto del sueldo y no sobre el neto, por lo que se entiende que es bastante pretencioso, incluso parece que esta competencia también la lleva Ned Flanders, esto se vio en el episodio en que Homer aparece como muy caritativo entonces cuando paso el canasto de las donaciones obtuvo mucho más que el canasto de Ned, y eso molestó mucho a Flanders.

## La iglesia
Al parecer Lovejoy se encarga de que siempre esté limpia y la cuida mucho, pero en el episodio en que Homer la destruye "por error" cuando lanzó un cohete, Lovejoy logró que la iglesia sea reconstruida pero a cambio dejó que la llenen de carteles con nombres comerciales a modo de patrocinadores de la iglesia y en otro capítulo medita no crei que volvería a incendiar de nuevo la iglesia.

## La fe de Lovejoy
Si bien es un buen hombre y se le ve con mucha fe, en ocasiones esto parece ponerse en duda, cuando el cometa que Bart descubrió se iba a estrellar contra Springfield, dijo corriendo por la calle Todo terminó señores, no tenemos escapatoria. De cualquier forma en varios episodios se lo vio bastante atlético y con buena predisposición para ayudar, como cuando salvó a Ned Flanders de unos mandriles que lo estaban por atacar y luego lo relató en el sermón del domingo. Es un ministro religioso bastante tradicional, y defiende las posturas más antiguas del cristianismo.

## Familia
La familia Lovejoy está compuesta por el reverendo, su esposa Helen y su hija Jessica. Su esposa se caracteriza por estar excesivamente interesada en la vida privada y personal de la gente de Springfield, por lo que se la conoce como una de las habitantes más chismosas de la ciudad.
Por su parte Jessica se caracteriza por ser una niña problemática, poco apegada a las reglas de convivencia, y manipuladora. Esto puede ser explicado por la falta de atención recibida por parte de sus padres durante su infancia. El reverendo decide enviarla a un internado, en un intento de terminar con estas conductas conflictivas; sin embargo, es expulsada sin haber podido mostrar progreso alguno. Vuelve a aparecer en el episodio Marge Gamer en donde se la ve jugando un partido de fútbol contra el equipo de Lisa y el reverendo y su esposa la alientan.

## Origen del nombre
Matt Groening indicó que el nombre de Lovejoy se lo puso en honor a la calle NW Lovejoy, que está en Portland, Oregón, EE. UU.